# Il terrore dell'Oklahoma
Il terrore dell'Oklahoma è un film parodia del 1959 diretto da Mario Amendola.

## Trama
Nel piccolo e tranquillo villaggio di Rio Placido, un brutto giorno la quiete viene interrotta dall'arrivo in paese di una banda di fuorilegge che, saputo che nei paraggi vi è una ricca miniera d’oro, con le minacce e le violenze, induce gli abitanti ad andarsene e ad abbandonare le loro case e le loro terre per lasciare ai banditi il totale sfruttamento della miniera. Ma alcuni abitanti del villaggio, che non si vogliono arrendere, assoldano un pistolero chiamato il "Terrore dell'Oklahoma", col compito di proteggerli. Ma il pistolero e lo sceriffo non sembrano avere il coraggio sufficiente per questo. Per fortuna i componenti di una numerosa famiglia di quaccheri, cambiate le loro convinzioni religiose, imbracciano i fucili, mettono in fuga i malviventi e traggono d'impaccio il Terrore dell'Oklahoma.

## Produzione
Viene considerato il primo western all'italiana La fotografia è di Adalberto Albertini, futuro regista "di genere".